# Bactrocera lucida
Bactrocera lucida
 es una especie de díptero que Munro describió por primera vez en 1939. Bactrocera lucida pertenece al género Bactrocera de la familia Tephritidae. 